# Bezirk Sambú
Sambú ist ein Bezirk (distrito) des indigenen Territoriums Emberá-Wounaan in Panama. Die Einwohnerzahl betrug laut Volkszählung 2023 2811.

## Gliederung
Der Bezirk Sambú ist administrativ in folgende Corregimientos unterteilt:
- Río Sábalo (mit der Hauptstadt Puerto Indio)
- Jingurudó